# Made World Tour
Made World Tour (estilizada como MADE World Tour), foi a segunda turnê mundial realizada pelo grupo sul-coreano Big Bang, em suporte a seu terceiro álbum de estúdio coreano Made (2016). Sua primeira etapa asiática foi anunciada em abril de 2015, e iniciou-se com duas apresentações em 25 e 26 de abril em Seul, Coreia do Sul e foi finalizada no mesmo local em 6 de março de 2016. 
A turnê que recebeu aclamação da crítica especializada, com críticos elogiando a diversidade de suas canções e os talentos individuais dos cinco membros, reuniu um público de 1,5 milhão de pessoas através de 66 apresentações em quinze países, que incluiu China, Japão e Estados Unidos, tornando-se a maior turnê já realizada por um artista sul-coreano.

## Antecedentes
Em 1 de abril de 2015, a turnê foi anunciada pela primeira vez através do Twitter oficial da YG Entertainment, trazendo a informação das duas primeiras apresentações a serem realizadas em 25 e 26 de abril em Seul, Coreia do Sul. Posteriormente em 16 de abril, o seu primeiro trailer foi lançado no canal oficial do Big Bang no Youtube e em 27 de abril, o restante da etapa asiática foi anunciada contendo um total de trinta apresentações. Também foram revelados a equipe de profissionais que iriam se juntar a turnê, como LeRoy Bennett, Ed Burke, Gil Smith II e Jonathan Lia, que já haviam trabalho com os cantores estadunidenses Beyoncé e Jay-Z em sua turnê On the Run Tour (2014) e com o próprio grupo durante a sua Alive Galaxy Tour, realizada entre 2012 e 2013.
Em julho de 2015, um total de nove novas datas foram anunciadas e incluíram concertos no México, Austrália, China, Taiwan e Macau, marcando a primeira vez que o Big Bang se apresentaria no México, Austrália, Macau e na cidade de Toronto no Canadá.

## Recepção comercial

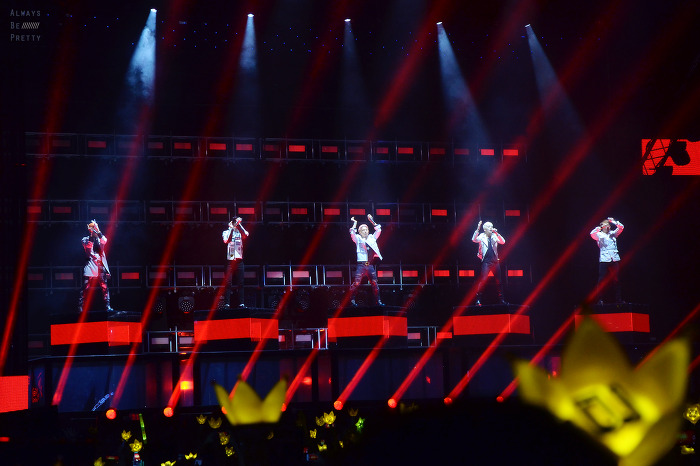
Big Bang durante concerto realizado em Dalian.

Para as apresentações em Seul, todos os seus 26,000 mil ingressos foram vendidos em minutos, causando falhas no servidor de vendas devido ao alto trafego. Na China continental, o Big Bang reuniu um público recorde de 280,000 mil pessoas em treze concertos da Made World Tour, realizando concertos com ingressos esgotados nas cidades de Guangzhou, Pequim, Xangai, Dalian e Wuhan. Além disso, outros concertos com ingressos esgotados incluem as três apresentações em Hong Kong, duas em Macau onde foi adicionado mais uma data e em Toronto no Canadá.
Em Singapura, a demanda por ingressos se deu de forma tão grande que foram colocados a venda os chamados "assentos com áudio", após os ingressos iniciais terem-se esgotado rapidamente. Na Malásia, diversos fãs fizeram fila para comprar com antecedência os ingressos para o concerto a ser realizado em 25 de julho no Putra Indoor Stadium, que esgotou-se em poucas horas. Devido a alta demanda, uma segunda apresentação foi adicionada em 24 de julho. O mesmo ocorreu em Sydney na Austrália.
A turnê foi incluída na lista de final de ano da publicação Pollstar, referente ao Top 200 Turnês Norte-Americanas, posicionando-se no número 126, pela arrecadação de 7,8 milhões de dólares em quatro concertos. Em Macau, o Big Bang arrecadou um total de 5,3 milhões, tornando-o uma das mais altas bilheterias brutas internacionais da região e listando o quinteto na posição de número 41 no Top 100 Faturamento International de 2015 da mesma publicação.

## Transmissão ao vivo
Em 2 de dezembro de 2014, a YG Entertainment realizou uma conferência de imprensa em Hong Kong para anunciar uma colaboração entre si e a QQ Music, a maior plataforma online de música da China, pertencente a empresa de serviços de internet Tencent. Em 20 de junho de 2015, foi anunciado que o mesmo teria exclusividade na transmissão ao vivo do último concerto do Big Bang em Xangai a ser realizado no dia seguinte. A sua transmissão ao vivo atraiu 18,8 milhões de visualizações, tornando-se o concerto online mais visto da história. Em 25 de outubro, uma segunda transmissão ao vivo foi realizada pela plataforma, desta vez referente ao concerto de Macau, atraindo mais de 975,000 visualizações, sendo 120,000 mil delas de pagantes, o que estabeleceu um recorde nacional.
O concerto final da Made World Tour realizado em Seul, Coreia do Sul foi transmitido ao vivo para a China continental através da Tencent e internacionalmente pelo aplicativo coreano "V" do portal Naver. Este último disponibilizou um serviço multi-câmera com seis transmissões, onde um deles focou em cada membro e um focou em todo o grupo, permitindo assim a escolha do espectador. No aplicativo V, o concerto obteve 3,62 milhões de visualizações no total, tornando-se o seu vídeo de transmissão ao vivo mais visto.

## Recordes

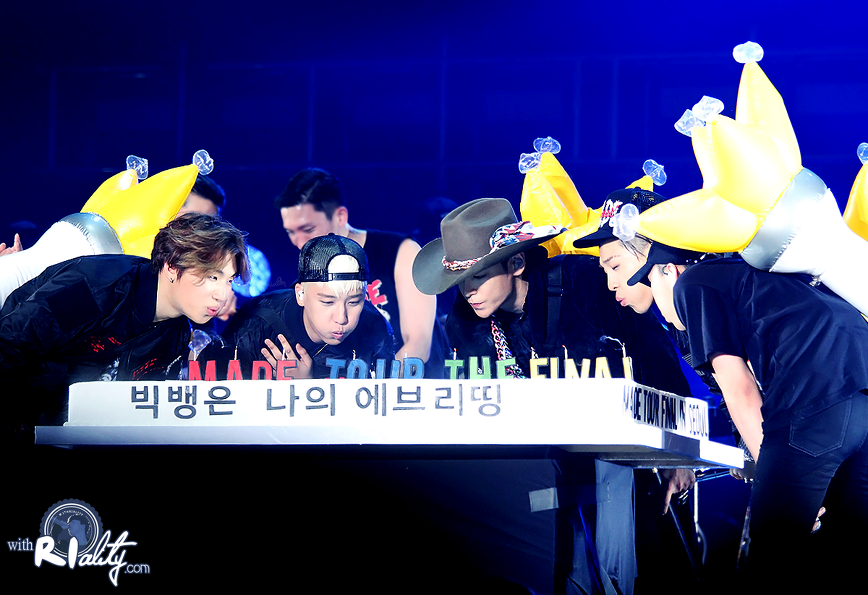
Big Bang durante concerto de encerramento em Seul.

Através da Made World Tour, o Big Bang estabeleceu e quebrou diversos recordes. Os mais notáveis estão listados abaixo:
- O maior público de um concerto coreano da história.
- O maior público de um artista coreano na Austrália.[33]
- O maior público de um artista coreano no Canadá.[20]
- O maior público de um artista estrangeiro na China.[34]
- O maior público de um artista coreano em concerto único na China.[35]
- O único artista estrangeiro a realizar três concertos consecutivos na Mercedes-Benz Arena em Xangai, China.[17]
- O maior público de um artista coreano nos Estados Unidos.[36]
- O primeiro artista estrangeiro a vender três concertos em Hong Kong em duas ocasiões distintas.[37]
- O maior público de um artista estrangeiro no Japão.[38][39]
- O primeiro artista estrangeiro a apresentar-se em uma turnê pelas arenas de cúpula japonesas por três anos consecutivos.[40]
- O primeiro artista coreano a realizar um concerto de dois dias no Kuala Lumpur.[22]
- O maior público de um artista coreano no México.[41]

## Crítica profissional
| Críticas profissionais | Críticas profissionais |
| Avaliações da crítica  | Avaliações da crítica  |
| Fonte                  | Avaliação              |
| ---------------------- | ---------------------- |
| The Los Angeles Times  | (favorável)            |
| The New York Times     | (favorável)            |
| The Guardian           | [ 44 ]                 |
| Billboard              | [ 45 ]                 |

A turnê recebeu diversos elogios, sendo aclamada pela crítica especializada. O jornal The Straits Times definiu a apresentação ao vivo do Big Bang,  durante seu primeiro concerto em Kallang como "explosiva" e acrescentou que "Seus vocais sólidos os impulsionou através de baladas emotivas, melodias de alta octanagem e rap ardente". August Brown em sua avaliação do concerto realizado em Anaheim para o The Los Angeles Times, classificou-o como um "momento extremamente significativo para o K-pop", além disso, elogiou a diversidade de canções e performances do grupo, descrevendo o Big Bang como "um dos artistas mais inventivos e esteticamente visionários do gênero". David Lee da revista Vibe aclamou o quinteto como os "Os Reis do K-pop" e destacou as suas performances solo como um dos momentos mais interessantes de seu primeiro concerto em Nova Jersey. Para o The Michigan Daily, o Big Bang "é um dos dos raros grupos que tanto inovam como definem a direção que o gênero toma", citando que tanto os trabalhos do grupo como os seus individuais, tem deixado uma marca musical que tem afetado o mercado de música global. Adicionalmente, o mesmo evento foi descrito como "uma elétrica experiência fora do corpo".
Jon Caramanica do jornal The New York Times, descreveu o segundo concerto do Big Bang no Prudential Center, como um "extremo, intenso e irresistível carnaval pop coreano", citando que para a maioria das boy bands ter membros como G-Dragon e T.O.P já seria o bastante, uma vez que os demais integrantes seriam apenas um "enchimento", o que segundo ele não acontece com o Big Bang, pois os demais membros também possuem seus talentos individuais. Além disso, ele avaliou a turnê como uma das melhores do ano de 2015. Em sua avaliação, Bryan Armen Grahamo do jornal The Guardian, deu um total de quatro estrelas de cinco, ao mesmo evento, descrevendo o grupo como "os heróis do K-pop" e elogiando os talentos individuais dos cinco membros. Para o mesmo, as misturas de elementos feitas pelo grupo resultam em um pop plenamente realizado, no "auge de sua criatividade e sofisticação". Jeff Benjamin da Billboard deu ao último concerto realizado nos Estados Unidos, a nota 4.5 de 5, destacando sobre os "cinco indivíduos que são, separadamente complexos, mas que em conjunto são um supergrupo inegável".
Uma crítica positiva também foi feita pelo jornal The Village Voice, que descreveu a apresentação do grupo como única e "diferente de tudo o que há no esquema do pop ocidental", dizendo que o concerto em Nova Jersey "serviu para refletir o espectro das cores da emoção humana". Para o The AU Review, a apresentação do grupo em Sydney foi "um concerto fantástico de um grupo fantástico de membros talentosos". O mesmo ainda faz elogios a produção do concerto, bem como a direção musical do grupo.

## Repertório
1. "Fantastic Baby"
2. "Tonight"
3. "Stupid Liar"
4. "Haru Haru"
5. "How Gee"
6. "Feeling"
7. "Loser"
8. "Blue"
9. "Bad Boy"
10. "Cafe"
11. "Lies"
12. "Strong Baby" (Seungri)
13. "Let's Talk About Love" (Seungri ft: G-Dragon & Taeyang)
14. "Wings" (Daesung)
15. "Doom Dada" (T.O.P)
16. "Eyes, Nose, Lips" (Taeyang)
17. "Good Boy" (GD X Taeyang)
18. "Crooked" (G-Dragon)
19. "Bae Bae"
20. "Last Farewell"

Bis
1. "Hands Up"
2. "Heaven"
3. "Bae Bae"
4. "Loser"

1. "Bang Bang Bang"
2. "Tonight"
3. "Stupid Liar"
4. "Haru Haru"
5. "How Gee"
6. "Feeling"
7. "Loser"
8. "Blue"
9. "Bad Boy"
10. "Cafe"
11. "Lies"
12. "Strong Baby" (Seungri)
13. "Let's Talk About Love" (Seungri ft: G-Dragon & Taeyang)
14. "Wings" (Daesung)
15. "Doom Dada" (T.O.P)
16. "Eyes Nose Lips" (Taeyang)
17. "Good Boy" (GD x Taeyang)
18. "Crooked" (G-Dragon)
19. "Bae Bae"
20. "Fantastic Baby"

Bis
1. "We Like 2 Party"
2. "Hands Up"

Segundo Bis
1. "Bang Bang Bang"
2. "Fantastic Baby"
3. "Bae Bae"

1. "Bang Bang Bang"
2. "Tonight"
3. "Stupid Liar"
4. "Haru Haru"
5. "Loser"
6. "Blue"
7. "Bad Boy"
8. "If You"
9. "Lies"
10. "Strong Baby" (Seungri)
11. "Let's Talk About Love" (Seungri ft: G-Dragon & Taeyang)
12. "Wings" (Daesung)
13. "Doom Dada" (T.O.P)
14. "Eyes Nose Lips" (Taeyang)
15. "Good Boy" (GD x Taeyang)
16. "Crooked" (G-Dragon)
17. "Sober"
18. "Bae Bae"
19. "Fantastic Baby"
20. "We Like 2 Party"
21. "Hands Up"

Bis(variável, este refere-se ao concerto em Singapura, dia 2)
1. "Good Boy"
2. "Sober"

1. "Bang Bang Bang"
2. "Tonight"
3. "Stupid Liar"
4. "Haru Haru"
5. "Loser"
6. "Blue"
7. "Bad Boy"
8. "If You"
9. "Lies"
10. "Strong Baby" (Seungri)
11. "Let's Not Fall in Love"
12. "Wings" (Daesung)
13. "Doom Dada" (T.O.P)
14. "Eyes Nose Lips" (Taeyang)
15. "Zutter" (GD&TOP)
16. "Good Boy" (G-Dragon x Taeyang)
17. "Crooked" (G-Dragon)
18. "Sober"
19. "Bae Bae"
20. "Fantastic Baby"
21. "We Like 2 Party"
22. "Hands Up"

Bis(variável, este refere-se ao concerto de Singapura dia 2)
1. "Zutter"
2. "Let's Not Fall In Love"

1. "Bang Bang Bang"
2. "Tonight"
3. "Stupid Liar"
4. "Haru Haru"
5. "Loser"
6. "Blue"
7. "Bad Boy"
8. "If You"
9. "Strong Baby" (Seungri)
10. "Wings" (Daesung)
11. "Doom Dada" (T.O.P)
12. "Eyes Nose Lips" (Taeyang)
13. "Zutter" (GD&TOP)
14. "Good Boy" (G-Dragon x Taeyang)
15. "Crooked" (G-Dragon)
16. "Sober"
17. "Bae Bae"
18. "Fantastic Baby"

Bis
1. "We Like 2 Party"
2. "Lies"
3. "Bang Bang Bang"

## Datas da turnê
| Data                       | Cidade           | País           | Local                                              | Público        |
| Etapa 1 — Ásia             | Etapa 1 — Ásia   | Etapa 1 — Ásia | Etapa 1 — Ásia                                     | Etapa 1 — Ásia |
| -------------------------- | ---------------- | -------------- | -------------------------------------------------- | -------------- |
| 25 de abril de 2015        | Seul             | Coreia do Sul  | Olympic Gymnastics Arena                           | 26,000         |
| 26 de abril de 2015        | Seul             | Coreia do Sul  | Olympic Gymnastics Arena                           | 26,000         |
| 30 de maio de 2015         | Guangzhou        | China          | Guangzhou International Sports Arena               | 24,000         |
| 31 de maio de 2015         | Guangzhou        | China          | Guangzhou International Sports Arena               | 24,000         |
| 6 de junho de 2015         | Pequim           | China          | MasterCard Center                                  | 23,000         |
| 7 de junho de 2015         | Pequim           | China          | MasterCard Center                                  | 23,000         |
| 12 de junho de 2015        | Hong Kong        | Hong Kong      | AsiaWorld–Arena                                    | 36,000         |
| 13 de junho de 2015        | Hong Kong        | Hong Kong      | AsiaWorld–Arena                                    | 36,000         |
| 14 de junho de 2015        | Hong Kong        | Hong Kong      | AsiaWorld–Arena                                    | 36,000         |
| 19 de junho de 2015        | Xangai           | China          | Mercedes-Benz Arena                                | 30,000         |
| 20 de junho de 2015        | Xangai           | China          | Mercedes-Benz Arena                                | 30,000         |
| 21 de junho de 2015        | Xangai           | China          | Mercedes-Benz Arena                                | 30,000         |
| 26 de junho de 2015        | Dalian           | China          | Zhongsheng Center                                  | 10,000         |
| 28 de junho de 2015        | Wuhan            | China          | Wuhan Gymnasium                                    | 10,000         |
| 11 de julho de 2015        | Bancoque         | Tailândia      | IMPACT Arena                                       | 20,000         |
| 12 de julho de 2015        | Bancoque         | Tailândia      | IMPACT Arena                                       | 20,000         |
| 18 de julho de 2015        | Kallang          | Singapura      | Singapore Indoor Stadium                           | 20,000         |
| 19 de julho de 2015        | Kallang          | Singapura      | Singapore Indoor Stadium                           | 20,000         |
| 24 de julho de 2015        | Kuala Lumpur     | Malásia        | Putra Indoor Stadium                               | 45,000         |
| 25 de julho de 2015        | Kuala Lumpur     | Malásia        | Putra Indoor Stadium                               | 45,000         |
| 30 de julho de 2015        | Manila           | Filipinas      | Mall of Asia Arena                                 | 45,000         |
| 1 de agosto de 2015        | Jacarta          | Indonésia      | Indonesia Convention Exhibition                    | 45,000         |
| 7 de agosto de 2015        | Shenzhen         | China          | Shenzhen Bay Sports Center                         | 12,000         |
| 9 de agosto de 2015        | Nanquim          | China          | Nanjing Olympic Sports Center Gymnasium            | 10,000         |
| 14 de agosto de 2015       | Chengdu          | China          | Chengdu Sports Centre                              | 30,000         |
| 25 de agosto de 2015       | Hangzhou         | China          | Yellow Dragon Sports Center                        | 21,000         |
| 28 de agosto de 2015       | Changsha         | China          | Hunan International Convention & Exhibition Centre | 7,000          |
| 30 de agosto de 2015       | Chongqing        | China          | Chongqing International Expo Center                | 10,000         |
| 24 de setembro de 2015     | Taipé            | Taiwan         | Taipei Arena                                       | 44,000         |
| 25 de setembro de 2015     | Taipé            | Taiwan         | Taipei Arena                                       | 44,000         |
| 26 de setembro de 2015     | Taipé            | Taiwan         | Taipei Arena                                       | 44,000         |
| 27 de setembro de 2015     | Taipé            | Taiwan         | Taipei Arena                                       | 44,000         |
| Etapa 2 — América do Norte |                  |                |                                                    |                |
| 2 de outubro de 2015       | Las Vegas        | Estados Unidos | Mandalay Bay Events Center                         | 9,000          |
| 3 de outubro de 2015       | Los Angeles      | Estados Unidos | Staples Center                                     | 13,400         |
| 4 de outubro de 2015       | Anaheim          | Estados Unidos | Honda Center                                       | 11,000         |
| 7 de outubro de 2015       | Cidade do México | México         | Mexico City Arena                                  | 15,000         |
| 10 de outubro de 2015      | Newark           | Estados Unidos | Prudential Center                                  | 22,000         |
| 11 de outubro de 2015      | Newark           | Estados Unidos | Prudential Center                                  | 22,000         |
| 13 de outubro de 2015      | Toronto          | Canadá         | Air Canada Centre                                  | 14,000         |
| Etapa 3 — Oceania          |                  |                |                                                    |                |
| 17 de outubro de 2015      | Sydney           | Austrália      | Qudos Bank Arena                                   | 35,000         |
| 18 de outubro de 2015      | Sydney           | Austrália      | Qudos Bank Arena                                   | 35,000         |
| 21 de outubro de 2015      | Melbourne        | Austrália      | Rod Laver Arena                                    | 35,000         |
| Etapa 4 — Ásia             |                  |                |                                                    |                |
| 23 de outubro de 2015      | Cotai            | Macau          | CotaiArena                                         | 28,600         |
| 24 de outubro de 2015      | Cotai            | Macau          | CotaiArena                                         | 28,600         |
| 25 de outubro de 2015      | Cotai            | Macau          | CotaiArena                                         | 28,600         |
| 12 de novembro de 2015     | Tóquio           | Japão          | Tokyo Dome                                         | 911,000        |
| 13 de novembro de 2015     | Tóquio           | Japão          | Tokyo Dome                                         | 911,000        |
| 14 de novembro de 2015     | Tóquio           | Japão          | Tokyo Dome                                         | 911,000        |
| 15 de novembro de 2015     | Tóquio           | Japão          | Tokyo Dome                                         | 911,000        |
| 20 de novembro de 2015     | Osaka            | Japão          | Kyocera Dome                                       | 911,000        |
| 21 de novembro de 2015     | Osaka            | Japão          | Kyocera Dome                                       | 911,000        |
| 22 de novembro de 2015     | Osaka            | Japão          | Kyocera Dome                                       | 911,000        |
| 28 de novembro de 2015     | Fukuoka          | Japão          | Fukuoka Dome                                       | 911,000        |
| 29 de novembro de 2015     | Fukuoka          | Japão          | Fukuoka Dome                                       | 911,000        |
| 5 de dezembro de 2015      | Nagoia           | Japão          | Nagoya Dome                                        | 911,000        |
| 6 de dezembro de 2015      | Nagoia           | Japão          | Nagoya Dome                                        | 911,000        |
| 9 de janeiro de 2016       | Osaka            | Japão          | Kyocera Dome                                       | 911,000        |
| 10 de janeiro de 2016      | Osaka            | Japão          | Kyocera Dome                                       | 911,000        |
| 11 de janeiro de 2016      | Osaka            | Japão          | Kyocera Dome                                       | 911,000        |
| 6 de fevereiro de 2016     | Fukuoka          | Japão          | Fukuoka Dome                                       | 911,000        |
| 7 de fevereiro de 2016     | Fukuoka          | Japão          | Fukuoka Dome                                       | 911,000        |
| 23 de fevereiro de 2016    | Tóquio           | Japão          | Tokyo Dome                                         | 911,000        |
| 24 de fevereiro de 2016    | Tóquio           | Japão          | Tokyo Dome                                         | 911,000        |
| 4 de março de 2016         | Seul             | Coreia do Sul  | Olympic Gymnastics Arena                           | 39,000         |
| 5 de março de 2016         | Seul             | Coreia do Sul  | Olympic Gymnastics Arena                           | 39,000         |
| 6 de março de 2016         | Seul             | Coreia do Sul  | Olympic Gymnastics Arena                           | 39,000         |
| Total                      | Total            | Total          | Total                                              | 1,500,000      |

## Concertos cancelados
| Data                 | Cidade | País  | Local                  | Motivo                     |
| -------------------- | ------ | ----- | ---------------------- | -------------------------- |
| 16 de agosto de 2015 | Yanji  | China | Yanji People's Stadium | circunstâncias imprevistas |

## Faturamento
| Local             | Cidade      | Ingressos vendidos / Disponíveis | Receita    |
| ----------------- | ----------- | -------------------------------- | ---------- |
| Staples Center    | Los Angeles | 13,361 / 13,535 (99%)            | $1,715,587 |
| Prudential Center | Newark      | 21,903 (91%)                     | $3,397,699 |
| CotaiArena        | Cotai       | 28,598 (98%)                     | $5,311,145 |
| Taipei Arena      | Taipé       | 44,000 (100%)                    | $8,010,660 |